# Porodin (Bitola)
Porodin (macedónul: Породин) település Észak-Macedóniában, a Pelagonijai körzet Bitolai járásában.

## Népesség
| Lakosok száma | 447  | 523  | 460  | 536  | 442  | 284  | 241  | 202  | 139  |
|               | 1948 | 1953 | 1961 | 1971 | 1981 | 1991 | 1994 | 2002 | 2021 |

2002-ben 202 lakosa volt, melyből 194 macedón, 6 albán és 2 szerb.